# Капустянка (село)
Капустянка (укр. Капустянка) — село, относится к Савранскому району Одесской области Украины.
Население по переписи 2001 года составляло 468 человек. Почтовый индекс — 66233. Телефонный код — 4865. Занимает площадь 2,66 км². Код КОАТУУ — 5124381501.